# Benzenotriol
Um benzenotriol ou triidroxibenzeno é um composto aromático, um polifenol no qual três grupos hidroxila são substituintes em um anel benzênico. 
| Pirogalol          | Hidroxiquinol      | Floroglucinol      |
| ------------------ | ------------------ | ------------------ |
| 1,2,3-Benzenotriol | 1,2,4-Benzenotriol | 1,3,5-Benzenotriol |
|                    |                    |                    |
Estas três moléculas tem a mesma fórmula molecular C6H6O3 (massa molar : 126,11 g/mol, massa exata : 126,031694).